# Santa Maria Assunta (Montalto delle Marche)

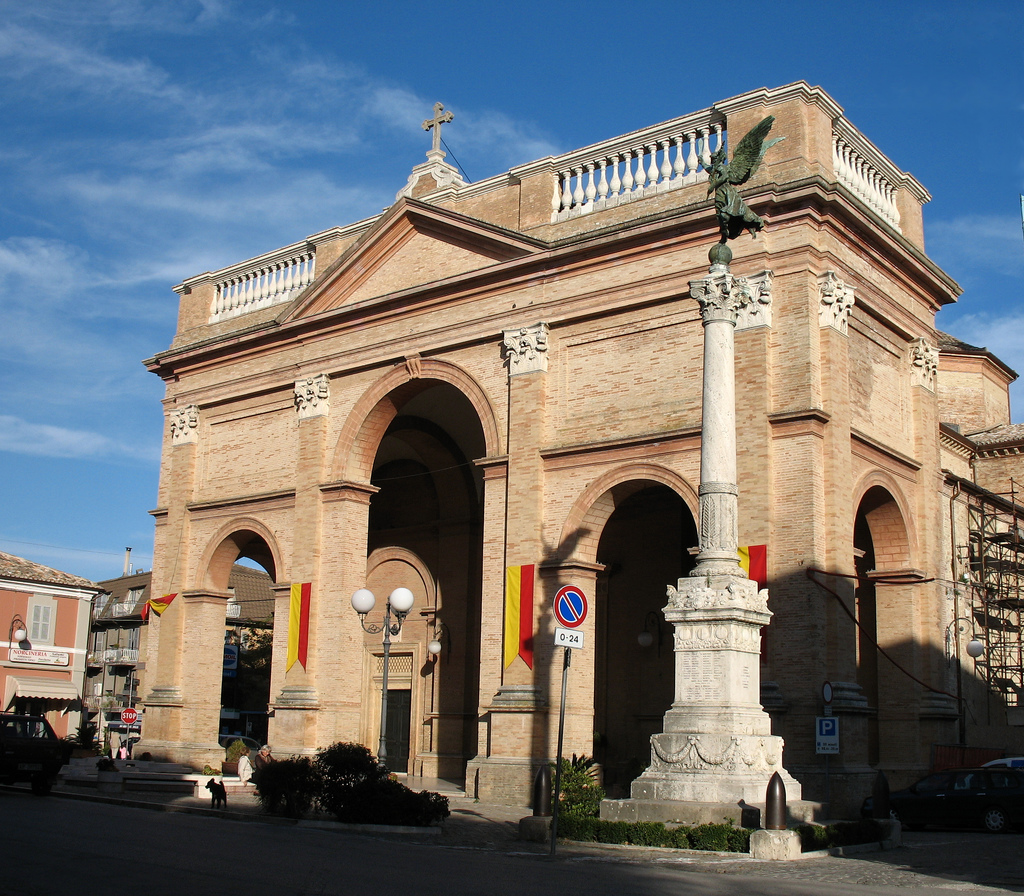
Santa Maria Assunta

Die Basilika Santa Maria Assunta e San Vito ist eine römisch-katholische Kirche in Montalto delle Marche in der italienischen Region Marken. Die Konkathedrale des Bistums San Benedetto del Tronto-Ripatransone-Montalto trägt den Titel einer Basilica minor und ist Mariä Himmelfahrt und St. Veit gewidmet. Die Kirche wurde ab 1586 als Kathedrale des neugegründeten Bistums Montalto erbaut. 1940 wurde die Kirche zum italienischen Nationaldenkmal erklärt und 1965 von Papst Paul VI. zur Basilica minor erhoben.

## Geschichte
Die Diözese Montalto wurde 1586 vom neu gewählten Papst Sixtus V. in seiner Heimatstadt gegründet, der 1589 den Bau der Kathedrale begann. Die Krypta wurde frühzeitig fertiggestellt, die Bauarbeiten an der Kirche zogen sich nach dem frühen Tod Sixtus’ 1590 über Jahrhunderte hin. Die erste Heilige Messe wurde erst Ende des 17. Jahrhunderts gefeiert. Die endgültige Portikus-Fassade im klassizistischen Stil und der achteckige Glockenturm an der Rückseite der Kirche wurden von Luigi Poletti im 19. Jahrhundert entworfen, dieser Portikus wurde 1944 mit einer Travertinbalustrade abgeschlossen.

## Architektur
Die Kathedrale wurde auf einem südlichen Sporn des Montalto-Hügels errichtet. Die hohe Backsteinfassade ist mit drei Rundbögen gestaltet, flankiert von Pilastern mit korinthischen Kapitellen, zwei weitere Bögen führen seitwärts. Oberhalb des kleinen dreieckigen Tympanons erhebt sich die Balustrade.
Der dreietagige Glockenturm erhebt sich neben dem Chor, auf einem quadratischen Sockel bis zur Höhe des Kirchenschiffs folgt erst ein achteckiges Zwischengeschoss mit ionischen Kapitellen und dann der runde Glockenturm mit korinthischen Kapitellen und einer flachen Kuppel mit Zinkplatten.
Die dreischiffigen Basilika besitzt einen kreuzförmigen Grundriss, deren Haupt- und Querschiff mit Tonnengewölben bedeckt sind, die von massiven Säulen aus polychromem Marmor getragen werden. Zentral erhebt sich eine flache Vierungskuppel über einem achteckigen Tambour und schließt mit einer Laterne. Die Seitenschiffe wurden mit flachen Kuppeln überwölbt. Der rechteckige Chor erhebt ist um drei mit Marmor bedeckte Stufen und ist durch eine Steinbalustrade abgetrennt. Flankiert wird die Kirche von zwölf Seitenkapellen. Das Gewölbe des Kirchenschiffs wurde im 19. Jahrhundert mit Fresken des Malers Luigi Fontana ausgemalt. Rechts vom Eingang befindet sich die erste Kapelle, die als Taufkapelle dient. In der linken Kapelle, die dem Altar am nächsten liegt, befindet sich ein Gemälde von Pietro Lucatelli mit der Darstellung der Jungfrau mit der Stadt Montalto und den hln. Veit und Venantius (1691). Zwei weitere Altarbilder und Fresken im Kirchenschiff sind von Fontana gemalt.
Vor der Kirche befindet sich eine kleine Piazza mit zwei halbkreisförmigen Brunnenbecken und seitlich eine von einer geflügelten Figur gekrönte Säule, die den Gefallenen der Kriege gewidmet ist. Im bischöflichen Palast auf der anderen Straßenseite liegt ein Diözesanmuseum.